# Echinopsis yuquina
Echinopsis yuquina es una especie de plantas en la familia Cactaceae. Es endémica de Chuquisaca en Bolivia. Es una especie rara en la vida silvestre.

## Descripción
Echinopsis yuquina suele formar grupos que pueden tener hasta 100 brotes individuales. Los tallos son esféricos o cilíndricos con cortos brotes que alcanzan los 5 cm de diámetro y una altura de hasta 15 centímetros. Tiene 13 a 16  costillas con las protuberancias de hasta 1 centímetro de altura. En ellas se encuentran las areolas circulares a ovaladas y son de color blanco. De ellas surgen espinas de color pardusco. Las aproximadamente cuatro espinas centrales están a menudo en cruz y miden hasta 3 cm de largo. Los nueve-once espinas radiales tienen una longitud de hasta 1 cm. Las flores en forma de embudo son de color rojo y de hasta 4 cm de largo y tienen un diámetro de 3 cm. La fruta en forma de huevo, es semiseca.

## Taxonomía
Echinopsis yuquina fue descrita por David Richard Hunt y publicado en Bradleya; Yearbook of the British Cactus and Succulent Society 9: 88. 1991.
Etimología
Ver: Echinopsis
yuquina epíteto geográfico que alude a su localización en Yuquina cerca de la ciudad boliviana Culpina.
Sinonimia
- Lobivia rauschii
- Echinopsis rauschii